# Branko Baletić
Branko Baletić (brǎːŋkɔ bâlɛtit͡ɕ; nascut el 5 de juny de 1946 a Belgrad, Sèrbia) és un director de cinema i productor ètnicament montenegrí. Les seves pel·lícules inclouen Granica (1990) (productor), Stela (1990) (productor executiu) i la seva més celebrada, Balkan ekspres (1983), una història còmica de contrabandistes i lladres serbis durant l'ocupació alemanya a la Segona Guerra Mundial, que continua sent una fita del cinema serbi.

## Filmografia
- 2007: Balkan ekspres 3 (director)
- 2005: Imam nesto vazno da vam kazem (productor)
- 1997: Tri letnja dana Vozac autobusa  (actor)
- 1995: "Otvorena vrata" Cekajuci Batu, un episodi (director)
- 1990: Granica (productor)
- 1990: Stela (productor executiu)
- 1989: Najbolji (productor executiu)
- 1989: Hamburg Altona (productor executiu)
- 1988: Klopka (productor executiu)
- 1988: Zivot sa stricem (productor executiu)
- 1987: Dogodilo se na danasnji dan  (productor)
- 1987: Uvek spremne zene (director i guionista)
- 1986: Nanule  (productor supervisor)
- 1983: Balkan ekspres  (director)
- 1983: Kamiondzije 2 (director de segona unitat)
- 1981: Sok od sljiva (director i guionista)
- 1977: Specijalno vaspitanje
- 1969: Drzi bure vodu dok majstori odu (director)
- 1969: Laka lova (director)